# Jo Lammers
Jo Lammers   (24 de novembre de 1945 - 4 de novembre de 1992) fou un pilot de motocròs neerlandès de renom internacional durant les dècades del 1960 i 1970. Entre altres èxits, guanyà sis campionats dels Països Baixos de motocròs.
Al llarg de la seva carrera, Lammers va pilotar motocicletes de nombroses marques, quasi sempre en la cilindrada dels 250 cc: Greeves, Dot, ČZ, Husqvarna, Bultaco, Maico, Montesa, Honda i KTM entre elles. El 1971, guanyà el Campionat dels Països Baixos amb una Bultaco Pursang equipada amb motor Husqvarna. El 1973, competí com a pilot oficial de Montesa amb la Cappra 250cc, al costat de Kalevi Vehkonen, per tornar a Bultaco la temporada següent.
A més del motocròs, Lammers practicà també l'enduro. El 1967 obtingué la medalla d'or als Sis Dies Internacionals (anomenats a l'època International Six Days Trial, ISDT), celebrats a Zakopane (Polònia) i el 1973, participà amb una Puch de 175 cc als ISDT de Dalton (Massachusetts).

## Palmarès en motocròs
- Campionat dels Països Baixos de motocròs:
  - Campió júnior de 175 i 250 cc (1961)
  - Campió júnior de 250 cc (1962)
  - Campió sènior de 250 cc (1964)
  - Campió de 250 cc (1966 i 1971)
- 7 participacions al Trophée des Nations dins l'equip dels Països Baixos entre 1966 i 1975
- 3 participacions al Motocross des Nations dins l'equip dels Països Baixos entre 1969 i 1975